# Kader Loth
Kader Loth (* 5. Januar 1973, laut anderen Angaben 1975, in West-Berlin als Kader Onput) ist eine deutsche Reality-Show-Darstellerin türkischer Abstammung. 2004 war sie Teilnehmerin der fünften Staffel der Fernsehshow Big Brother. Anschließend wirkte sie in weiteren Formaten des Reality-TV mit. Loth ist außerdem als Moderatorin und Popsängerin aufgetreten.

## Karriere
1998/1999 war Loth „Pet of the Year“ des Männermagazins Penthouse. Es folgten Fernsehauftritte, beispielsweise im Sat.1-Frühstücksfernsehen.
Im März 2004 nahm Loth an der fünften Staffel der Fernsehsendung Big Brother teil, wo sie nach dreieinhalb Wochen vom Publikum herausgewählt wurde. Es folgten Auftritte in der Sendung TV total und in der Sat.1-Sendung Buchstabierwettbewerb. Gemeinsam mit RTL Zwei produzierte sie ein sogenanntes „Prominentenspecial“ des Formates Frauentausch. 2004 wurde sie bei ProSieben für das Reality-TV-Format Die Alm engagiert. Am Ende der dreiwöchigen Show wählten die Zuschauer Loth zur „Alm-Königin“. 2004 co-moderierte Loth in Nürnberg die Musiksendung The Dome 31. Anfang 2005 nahm sie an dem ebenfalls von ProSieben produzierten Reality-TV-Format Die Burg teil. Auf dem Spartenkanal Tier TV moderierte sie zeitweise zusammen mit Klaus Wienert eine Sendung zum Thema Literatur mit dem Titel Lotheratur.
2009 wurde Loth Frauenbeauftragte des Berliner Landesverbandes der Kleinpartei Freie Union. Im selben Jahr wirkte sie im Film Horst Schlämmer – Isch kandidiere! mit. Auf VOX spielte sie zudem in einigen Folgen der Pseudo-Doku-Soap mieten, kaufen, wohnen mit. Im Mai 2010 übernahm sie mit ihrem Manager die Berliner Diskothek New West Club, ehemals Abraxas. Personal suchte sie mittels Casting innerhalb der Sendung Punkt 12. 2013 trat sie als Kandidatin der Reality-Sendung Wild Girls – Auf High Heels durch Afrika an. In der zweiten Folge wurde sie durch ihre Mitstreiterinnen hinausgewählt.
Im Januar 2017 nahm sie an der 11. Staffel von Ich bin ein Star – Holt mich hier raus! teil, bei welcher sie den fünften Platz belegte.
Im August/September 2021 nahm sie an der 2. Staffel von Kampf der Realitystars – Schiffbruch am Traumstrand teil. 2022 war sie gemeinsam mit ihrem Ehemann Teilnehmerin bei Das Sommerhaus der Stars – Kampf der Promipaare.
2023 nahm sie das Lied Diva auf, mit dem sie beim deutschen Vorentscheid für den Eurovision Song Contest 2024 in Schweden teilnehmen wollte.

## Privatleben
Loth heiratete 1990 mit 17 Jahren in der Türkei einen 40-jährigen Mann aus Kanada, dessen Namen sie auch trägt. Sie trennten sich nach zwei Jahren, die Ehe blieb aber bis zur Scheidung im April 2016 bestehen. 2003 war sie mit dem Schauspieler Sven Martinek liiert.
Von 2008 bis 2013 war sie mit dem Berliner Unternehmer Ismet Atli verlobt. 2014 fand das Paar erneut zusammen und heiratete im Jahr 2017.
Im Jahr 2018 wurde Loth aufgrund einer Endometriose die Gebärmutter entfernt. Im Anschluss litt sie unter einer Depression.

## Filmografie
Filme
- 2009: Horst Schlämmer – Isch kandidiere!

Fernsehauftritte
- 2004: Big Brother, RTL Zwei
- 2004: Die Alm, ProSieben
- 2004: Blondes Gift (Talkshow, eine Folge), Sun TV
- 2004–2005: Die 100 nervigsten… (Rankingshow, zwei Folgen), RTL
- 2005: Frauentausch, RTL Zwei
- 2005: Die Burg, ProSieben
- 2005–2006: taff (Boulevardmagazin, fünf Folgen), ProSieben
- 2007: Die Niels Ruf Show (eine Folge), Sat.1 Comedy
- 2008: Das perfekte Promi-Dinner, VOX
- 2010: Der große deutsche… (eine Folge)
- 2011: Comedystreet XXL, ProSieben
- 2013: Wild Girls – Auf High Heels durch Afrika, RTL
- 2015: LOTHeratur – das Magazin! (Literatur-Magazin, Moderatorin), Tier TV
- 2017: Ich bin ein Star – Holt mich hier raus!, RTL
- 2017: Die große ProSieben Völkerball Meisterschaft, ProSieben
- 2017: Grill den Henssler, VOX
- 2019, 2020, 2022, 2023: Ich bin ein Star – Die Stunde danach, RTL
- 2021: Ich bin ein Star – Die große Dschungelshow (Gast), RTL
- 2021: Die Festspiele der Reality Stars – Wer ist die hellste Kerze?, Sat.1
- 2021: Kampf der Realitystars – Schiffbruch am Traumstrand, RTL Zwei
- 2021: Promi Big Brother – Die Late Night Show, Sat.1
- 2022: Ich bin ein Star – Holt mich hier raus! Die große Dschungelparty, RTL
- 2022: Prominent und Pflegekraft, RTL Zwei
- 2022: Das Sommerhaus der Stars – Kampf der Promipaare, RTL
- 2023: Hot oder Schrott – Promi-Spezial, VOX
- 2023–2024: B:Real – Echte Promis, echtes Leben, RTL Zwei
- 2023: Temptation Island V.I.P., RTL+
- 2024: Ich bin ein Star – Showdown der Dschungel-Legenden, RTL
- 2025: Eltons 12, RTL
- 2025: Alles im Loth! Die Kader und Isi Story, RTL Zwei
- 2025: The 50, Prime Video

Gastauftritte in Musikvideos
- 2005: Holy Virgin von Groove Coverage
- 2008: Here I Am  von Brandon Stone
- 2010: Ein Wunder von den Botox-Boys

## Diskografie
Singles
- 2004: Alles was Du brauchst
- 2004: Magic XMas (mit Brandon Stone)
- 2007: Senle Giderim (I Will Follow You)
- 2010: Du Schwein
- 2023: Diva
- 2024: Reality (mit Melody, Estefania)